# علیرضا دبیر
علیرضا دبیر (زادهٔ ۲۵ شهریور ۱۳۵۶) کشتی‌گیر پیشین، سیاستمدار، و مدیر ورزشی اهل ایران است که از سال ۱۳۹۸ ریاست فدراسیون کشتی ایران را بر عهده دارد. او همچنین از سال ۲۰۲۵ عضو کمیسیون فنی اتحادیه جهانی کشتی و نایب‌رئیس و عضو هیئت رئیسهٔ شورای کشتی آسیا است. وی پیش‌تر از سال ۱۳۸۵ تا ۱۳۹۶ عضو دوره‌های سوم و چهارم شورای شهر تهران بود. او در دورهٔ سوم شورای شهر تهران ریاست کمیته ورزش و در دورهٔ چهارم نیز ریاست کمیسیون برنامه و بودجه این شورا را برعهده داشت. دبیر همچنین مدتی نایب‌رئیس کمیته ملی المپیک ایران و رئیس کمیته ورزشکاران این نهاد بوده‌است.
دبیر در دوران حرفه‌ای خود در کشتی برندهٔ مدال طلای دستهٔ ۵۸ کیلوگرم بازی‌های المپیک ۲۰۰۰ سیدنی شد که تنها مدال تیم ملی کشتی ایران در این بازی‌ها بود و تا ۱۶ سال بعد کسب مدال طلای المپیک در کشتی آزاد ایران تکرار نشد. او در سه وزن مختلف توانست در مسابقات قهرمانی کشتی جهان چهار بار پیاپی فینالیست شود که صاحب یک مدال طلا در ۱۹۹۸، و سه مدال نقره در ۱۹۹۹، ۲۰۰۱ و ۲۰۰۲ شد. او در فینال بازی‌های آسیایی ۲۰۰۲ با مصدومیت شدید از ناحیه کتف مواجه شد که زمینه‌ساز ناکامی او در بازی‌های المپیک ۲۰۰۴ آتن و کناره‌گیری زودهنگام از دنیای کشتی بود.

## ابتدای زندگی و ورود به کشتی
علیرضا دبیر ۲۵ شهریور سال ۱۳۵۶، در کوی ۱۳ آبان در شهر ری متولد شد.
پدرش رکن‌الدین دبیر سرمربی تیم فوتبال آبان بود و به فوتبالیست شدن علیرضا پافشاری می‌کرد اما دبیر در ۱۱ سالگی با تماشای کشتی اکبر فلاح و سیمون اشتروف بلغاری در المپیک ۱۹۸۸ سئول به رشته ورزشی کشتی علاقه‌مند شد و به همراه بچه‌محل‌هایش دسته‌جمعی در باشگاه صدری ثبت نام کردند.
او در ۲۵ شهریور ۱۳۶۷ که در آن زمان ۲۴ کیلوگرم وزن داشت، در این باشگاه ثبت نام کرد. باشگاه صدری در محله سیزده آبان شهر ری واقع بود و در آن پرویز نورمحمدی و ابراهیم خیرالله‌زاده مربی بودند.
او می‌گوید: «یک سال پس از المپیک سئول بود که مشغول تمرین در باشگاه بودم. در سالن متوجه حضور اکبر فلاح شدم. او با دیدن نحوهٔ کشتی گرفتن من، به مربی باشگاه گفت: این پسر کوچک کشتی‌گیر خوبی می‌شود.»
دبیر در ردهٔ نونهالان در مسابقات قهرمانی شهر ری دوم شد و در توابع تهران و استان تهران به مقام قهرمانی رسید. او در رقابت‌های بین‌المللی روز جهانی کودک در سال ۱۳۷۲ هم قهرمان شد.

## فعالیت حرفه‌ای در کشتی
دبیر که عنوان قهرمانی جوانان ایران در سال ۱۳۷۳ را در دستهٔ ۵۰ کیلوگرم و نیز قهرمانی دستهٔ ۵۶ کیلوگرم جوانان جهان را در ۱۹۹۴ مجارستان کسب کرده بود، در ۱۸ سالگی در جام تختی ۱۳۷۴ مشهد کشتی گرفت و پیش از آن که حتی دیپلم دبیرستانش را بگیرد، به اردوی تیم ملی برای المپیک ۱۹۹۶ آتلانتا دعوت شد. البته در این دسته (۵۸ کیلوگرم) محمد طلایی انتخاب شده بود و دبیر انصراف داد تا درسش را دنبال کند.
دبیر سپس در ۱۹ سالگی در جام تختی سال ۱۳۷۵ ساری شرکت کرد اما به کشتی‌گیران با تجربهٔ آن زمان، اویس ملاح و محمدعلی گنجابی شکست خورد. او در قهرمانی دانشگاهی جهان در ۱۹۹۶ آنکارا نیز نایب‌قهرمان شد.
در سال بعد، دبیر ابتدا قهرمانی جوانان جهان را در ۱۹۹۷ هلسینکی با شکست مراد اوماخانوف روس تکرار کرد و در جام تختی ۱۳۷۶ تهران نیز با شکست تمام مدعیان دستهٔ ۵۸ ک‌گ نظیر محمد طلایی و علی‌اکبر دودانگه به قهرمانی این جام رسید تا به اردوی تیم ملی راه یابد.
بار دیگر در جام تختی سال ۱۳۷۷ که در تنکابن برگزار می‌شد؛ دبیر با شکست مدعیان به فینال راه یافت و در فینال جذاب ۵۸ کیلوگرم که جنبه انتخابی تیم ملی را هم داشت، محمد طلایی، قهرمان سال گذشتهٔ جهان را مغلوب کرد تا ملی‌پوش شود. او در اولین تجربه‌اش با دوبندهٔ تیم ملی، مدال طلای جام جهانی کشتی ۱۹۹۸ استیل‌واتر آمریکا را با ضربه‌فنی شامیل اوماخانوف از روسیه و پیروزی ۴–۱ بر سانشیرو آبه ژاپنی کسب کرد.

### قهرمانی جهان ۱۹۹۸ تهران و ۱۹۹۹ آنکارا
دبیر در مسابقات قهرمانی جهان ۱۹۹۸ که در تهران برگزار می‌شد، اولین حضورش را در رقابت قهرمانی جهان در دستهٔ ۵۸ کیلوگرم تجربه کرد و توانست در پنج مسابقه حریفان خود را شکست داده و به مقام قهرمانی جهان برسد. او در فینال هارون دوغان از ترکیه را شکست داد و به مدال طلا رسید تا با دیگر قهرمانان ایرانی از جمله عباس جدیدی و علیرضا حیدری تیم ملی کشتی ایران را هم قهرمان جهان کند.
سال بعد در مسابقات قهرمانی جهان ۱۹۹۹ آنکارا دبیر با پیروزی در پنج کشتی به فینال راه یافت اما برخلاف سال گذشته از هارون دوغان ترک شکست خورد تا به مدال نقره برسد. این رقیب ترکیه‌ای دبیر در سال‌های بعد به دلیل مثبت شدن مکرر آزمایش دوپینگ و استفاده از مواد ممنوعه و نیروزای متنولون و افدرین به صورت مادام‌العمر از حضور در میادین ورزشی محروم شد.
دبیر در جام جهانی ۱۹۹۹ در فیرفاکس آمریکا برگزار شد، حضور یافت و صاحب مدال طلا شد اما در این مسابقات مصدوم شده و پس از بازگشت به ایران جراحی شد. به همین دلیل گفته می‌شد که دبیر ممکن است المپیک را هم از دست بدهد.
او در انتخابی تیم ملی برای حضور در المپیک سیدنی در دستهٔ ۵۸ کیلوگرم از سد رقبای قدرتمندی مانند محمد طلایی، بهنام طیبی و علیرضا بیگلری گذشت و دوبندهٔ تیم ملی را قاطعانه و بی حرف و حدیث کسب کرد.

### المپیک ۲۰۰۰ سیدنی
علیرضا دبیر در سیدنی پس از وزن‌کشی از هوش رفت و او را به بیمارستان دهکده المپیک بردند. او پس از اتمام رقابت‌ها نیز به بیمارستان منتقل شد.
دبیر در اولین رقابت بازی‌های المپیک ۲۰۰۰ سیدنی، تالاتا امبالو از گینه را در ۱ دقیقه و ۷ ثانیه با امتیاز عالی ۱۰–۰ ضربه‌فنی کرد. او در دیگر دیدار گروهی خود مقابل گویوی سیسائوری از کانادا که نایب‌قهرمان المپیک ۱۹۹۶ آتلانتا و دارای چندین مدال قهرمانی جهان بود، با نتیجه ۳–۰ به پیروزی رسید. سپس در دیدار سرگروهی اویونبولگ پوروباتار از مغولستان که قهرمان آسیا بود با دبیر رقابت کرد و ۵–۲ مغلوب دبیر شد تا دبیر به دیدار نیمه‌نهایی و سرنوشت‌ساز برابر تری براندز آمریکایی برسد.
براندز قهرمان دو دورهٔ پیاپی مسابقات قهرمانی کشتی جهان در سال‌های ۱۹۹۵ و ۱۹۹۶ بود. دبیر در هنگام رقابت مقابل این حریف قدرتمند آمریکایی با ضربات مشت و خطاهای پیاپی هم روبرو شد. دبیر پس از پیروزی در این مورد گفت: «شما فقط مشت‌هایش را می‌دیدید و من که روی تشک بودم باید فحش‌هایش را هم تحمل می‌کردم. تا سرشاخ می‌شدیم توی گوشم زمزمه می‌کرد اما تمرکزم را از دست ندادم.» دبیر با نتیجهٔ ۶–۴ در این مسابقه به پیروزی رسید و به فینال راه پیدا کرد.
دبیر مسابقه نهایی را در مقابل یوگن بوسلوویچ، کشتی‌گیر آماده اوکراینی برگزار کرد. او در وقت اول با یک بارانداز صاحب ۲ امتیاز شد و در وقت دوم نیز حریف اوکراینی را با یک زیرگیری خاک کرد. او در پایان ۳–۰ برنده مسابقه شد تا به قهرمانی برسد و کشتی آزاد و فرنگی ایران که هیچ مدالی از این دوره المپیک در سیدنی صید نکرده بود، با همین تک مدال طلا آبروداری کند. پرویز سیروس‌پور، رئیس وقت فدراسیون کشتی، پرچم ایران را به او داد تا دور افتخار بزند. فریدون حبیبی از پیشکسوتان کشتی هم به وسط پرید تا قهرمان دستهٔ ۵۸ کیلوگرم المپیک سیدنی را قلمدوش کند. 

دور افتخار دبیر با پرچم ایران، پس از پیروزی در فینال و قهرمانی در بازی‌های المپیک سیدنی

کشتی‌گیران سبک‌وزن ایرانی از زمان بازی‌های المپیک ۱۹۸۸ سئول که عسگری محمدیان در آن نقره گرفت، صاحب مدال نشده بودند. همچنین این مدال طلای دبیر تنها مدال تیم ملی کشتی ایران در المپیک ۲۰۰۰ سیدنی بود و کشتی آزاد ایران کسب مدال طلا را در بازی‌های المپیک تا ۱۶ سال بعد (قهرمانی حسن یزدانی در المپیک ۲۰۱۶) تکرار نکرد.

### قهرمانی جهان ۲۰۰۱ صوفیه و ۲۰۰۲ تهران
علیرضا دبیر به یک دستهٔ وزنی بالاتر در ۶۳ کیلوگرم صعود کرد و با همین وزن در جام جهانی ۲۰۰۱ بالتیمور با شکست کری کولات آمریکایی قهرمان شد. در رقابت قهرمانی جهان ۲۰۰۱ صوفیه او با پیروزی در پنج دیدار از جمله پیروزی ۹–۲ در برابر بیل زادیک آمریکایی در دیدار سرگروهی، به فینال رسید اما در دیدار نهایی با ناداوری برابر سرافیم بارزاکوف بلغار به نایب‌قهرمانی رسید. اگرچه مربیان ایران و تماشاگران مسابقات به شدت به داوران معترض بودند و عقیده داشتند آنها به جای عدالت، حق میزبانی را به جا آورده‌اند اما او در نهایت با نتیجهٔ ۳–۱ بر روی سکوی دوم این مسابقات ایستاد.
پس از آن اما اوزان کشتی تغییر کردند و دبیر که در ۶۳ کیلو جا افتاده بود، این بار به دستهٔ ۶۶ کیلوگرم صعود کرد. در قهرمانی جهان ۲۰۰۲ تهران حتی در روز وزن‌کشی هم ناهار خورد. او در رقابت‌های گروهی این مسابقات حریفانش از جمله کازوهیکو ایکیماتسو ژاپنی را شکست داد و به نیمه‌نهایی رسید. دبیر در نیمه‌نهایی برابر زائور بوتایف روس قرار گرفت. در این دیدار دبیر با نتیجهٔ ۲–۰ جلو بود که در پایان وقت قانونی زمان کمربه‌کمر رسید. زمانی که هنوز دست‌های دبیر قفل نشده و کشتی را آغاز نکرده بود، بوتایف فن سالتو از جلو را اجرا کرد و داور یونانی ۳ امتیاز به او داد. در این هنگام سروصدای اعتراض تماشاگران در سالن بلند شد و اقدام به پرتاب بطری و اشیاء مختلف بر روی تشک کردند که گویندهٔ سالن از آن‌ها خواست از این کار خودداری کنند. با بازبینی فیلم داوران یک امتیاز اخطار به دبیر دادند و کشتی با نتیجه ۲–۱ به اتمام رسید که اینبار مربیان و تیم ملی روسیه معترض بودند.
 

او در دیدار فینال به مصاف البروس تدیف، قهرمان جهان و المپیک از اوکراین رفت. درحالی‌که این کشتی‌گیر مطرح اوکراینی که برتری وزنی آشکاری نسبت به دبیر داشت، پنج بار با زیرگیری مچ پای دبیر را گرفت و او را در خاک نشاند. دبیر در ادامه توانست با زیرگیری و بارانداز کردن و نگه‌داشتن حریف بر روی پل امتیازات خود را به ۴ برساند اما در نهایت این دیدار نزدیک با نتیجه ۴–۵ به نفع تدیف تمام شد. دبیر در این مورد اظهار داشت:
پس از کشتی با «زائور باتایف» روس که به جنجال کشیده شد، تا ساعت‌ها می‌گفتند که کشتی تکرار خواهد شد و من در استرس وحشتناکی گرفتار شده بودم، در سالن مسابقه منتظر ماندم تا کشتی فینال را برگزار کنم، توقع و انتظارات مردم هم روی دوشم فشار می‌آورد…
من مجبور شده بودم به وزن ۶۶ کیلوگرم بیایم، طی دو سال ۲ بار وزن خود را تغییر داده‌ام و خیلی به من فشار آمد، روز آخر تمام شده بودم

فینال دستهٔ ۶۶ کیلوگرم مسابقات قهرمانی کشتی جهان ۲۰۰۲ در تهران میان علیرضا دبیر و البروس تدیف از اوکراین برگزار شد.

### بازی‌های آسیایی بوسان و مصدومیت
بعد از مسابقات قهرمانی جهان ۲۰۰۲، تیم ملی ایران را بلافاصله روانهٔ بازی‌های آسیایی ۲۰۰۲ بوسان کردند تا تلخ‌ترین اتفاق دوران ورزشی دبیر رقم بخورد. او همچون دیگر اعضای تیم ملی مانند علیرضا حیدری و مهدی حاجی‌زاده به خاطر خستگی و فشردگی رقابت‌های جهانی حاضر به همراهی تیم ملی نبود اما به او گفته بودند اگر حاضر به همراهی تیم ملی در این مسابقات نشود، تیم ملی دچار مشکل خواهد شد. سفر اجباری به بوسان منجر به مصدومیت شدید کتف او مقابل باک جین-گوک در فینال شد؛ مصدومیتی که تا پایان دوران قهرمانی رهایش نکرد. دبیر در این مسابقات با آسیب‌دیدگی به مدال نقره رسید.
در قهرمانی جهان ۲۰۰۳ نیویورک، دبیر دوباره برابر رقیب سنتی خود بارزاکوف بلغارستانی قرار گرفت و این بار دبیر در واقع به قوانین مسابقات آن زمان باخت. او اگرچه وقت قانونی را از بارزاکوف پیش بود اما مطابق مقررات آن زمان چون به امتیاز ۳ نرسیده بود، مسابقه در وقت اضافه دنبال شد و بارزاکوف در قانون کمرتوکمر از سد دبیر گذشت تا به این ترتیب دبیر با شکست در دومین مسابقه از کسب مدال ناکام بماند.
دبیر سهمیه وزن خودش در المپیک ۲۰۰۴ آتن را از رقابت‌های گزینشی براتیسلاوا کسب کرد اما شدت گرفتن مصدومیت کتف و رخ دادن برخی حاشیه‌ها در اردوی تیم ملی باعث شد تصمیم به انصراف از اعزام به المپیک را بگیرد. او در مصاحبه‌ای دربارهٔ این اتفاقات و انصراف از حضور در المپیک گفت:
بیش از آنکه از کتفم صدمه بخورم، از سؤنیت‌ها و امواج منفی که فضای اردو را آکنده بود آزار می‌دیدم
در آن اردو هم دائماً خودم را از تیررس تنش‌هایی که مکرراً پدیدمی‌آوردند کنار می‌کشیدم…تقی اکبرنژاد و محسن کاوه شاهد بودند که چطور همان‌هایی که می‌گفتند مرده و زنده‌ات را به آتن می‌بریم و حتی با یک دست هم که شده باید کشتی بگیری، ناگهان در روزهای آخر اردو از هر وسیله و ماجرایی استفاده می‌کردند تا کسی را سرکوب کنند که خودشان به زور در اردو نگه داشته بودند.
دبیر را در اردو نگه داشتند اما مجدداً در آستانه پرواز، خواستار جایگزینی فرد دیگری شد. نزد بهرام افشارزاده رفت تا رسماً اعلام کناره‌گیری کند: «ایشان به من گفت که اسامی ارسال شده و تغییر فهرست نیز امکان‌پذیر نیست.»

### المپیک ۲۰۰۴ آتن و پایان کار
دبیر در مسابقات بازی‌های المپیک ۲۰۰۴ که در آتن یونان برگزار می‌شد با کتف بانداژ شده که نشان از مصدومیت او داشت و چهرهٔ نگرانی که از تلویزیون ایران پخش زنده می‌شد، حضور پیدا کرد. او با قرعه‌ای سخت در اولین کشتی برابر ماخاچ مرتضی‌علیف روس قرار گرفت. او که در زیرگیری از حریفان تبحر خاصی داشت چند بار پاهای علیف را به دست آورد اما کتف مصدوم باعث شد تا در نهایت بدون کسب هیچ امتیازی ۴–۰ از این حریفش که قهرمان آن زمان اروپا بود شکست بخورد. او پس از آن حذف شد اما در دیدار تشریفاتی هم برابر آرتور تاکازاکوف حضور پیدا کرد: «اتفاقاً گفتند (کشتی) نگیر، اما من که خودم را در معرض هر اتهام و عنادی می‌دیدم، به هیچ وجه نمی‌خواستم متهم به کم‌فروشی شوم.»
دبیر پس از بازگشت از آتن در بیمارستان آتیه تهران کتفش را مورد عمل جراحی قرار داد اما بر این باور بود که این جراحی موفق نبوده و با هزینه شخصی راهی لیون فرانسه شد تا مورد معاینه پروفسور ژیل واش که پزشک معالج دیوید ترزگه هم بود قرار بگیرد. او پس از دومین عمل جراحی پس از سه سال تمریناتش را آغاز کرد.
او مسابقات قهرمانی جهان ۲۰۰۵ بوداپست را از دست داده بود اما برای رقابت‌های قهرمانی جهان ۲۰۰۶ گوانگ‌ژو، تمرینات بدنسازی‌اش را آغاز کرد. دبیر در باشگاه دخانیات، همان‌جا که تمریناتش برای المپیک سیدنی را انجام داده بود دوبنده پوشید. حریف تمرینی او هادی حبیبی در ۷۴ ک‌گ بود اما پس از مدتی از ادامه جدی تمرینات خودداری کرد.
به نظر نمی‌رسید دبیر برای پوشیدن مجدد دوبندهٔ تیم ملی هماوردی داشته باشد اما از بازگشت به روی تشک صرف نظر کرد. پژمان درستکار دوست و همراه همیشگی دبیر عقیده داشت که او از تکرار ماجراهای آتن واهمه داشت و ذهنش دائماً درگیر این احتمال بود که کتفش مجدداً صدمه ببیند.
پس از کناره‌گیری دبیر از میادین خلأ بزرگی در دستهٔ ۶۶ کیلوگرم ایجاد شده بود. از سال ۲۰۰۲ که دبیر به مدال نقرهٔ قهرمانی جهان رسید، تا سال ۲۰۰۹ و قهرمانی مهدی تقوی در قهرمانی جهان ۲۰۰۹، ایران به مدت ۷ سال از دستیابی به مدال جهانی و المپیک در دستهٔ ۶۶ کیلوگرم کشتی آزاد بازماند.

## شورای شهر تهران
علیرضا دبیر در سال ۱۳۸۵ نامزد انتخابات سومین دوره شوراهای اسلامی شهر و روستا در تهران، ری و تجریش شد و با کسب اکثریت و بیش از ۳۰۶‍ هزار رأی و ۱۸٫۵۲ درصد آرا به عنوان هفتمین منتخب شهر تهران به عضویت این شورا درآمد. او در این دوره ریاست «کمیته ورزش» شورای شهر تهران را برعهده داشت.
او در سال ۱۳۹۲ در انتخابات چهارمین دوره شوراها هم شرکت کرد که با کسب بیش از ۴۰۰ هزار رأی به عنوان نفر دوم از اعضای اصلی شورای تهران شد. او به عنوان یکی از اعضای جمعیت پیشرفت و عدالت ایران اسلامی در این انتخابات حضور پیدا کرد که این حزب یک تشکل محافظه‌کار متعلق به اصول‌گرایان است. دبیر رئیس کمیسیون برنامه و بودجه شورای اسلامی شهر تهران بود. عضویت او در نفرات اصلی شورای شهر تهران تا سال ۱۳۹۶ ادامه داشت.
دبیر در سال ۱۳۹۶ با حضور در ائتلاف اصولگرایان با نام «لیست خدمت» برای سومین بار در انتخابات پنجمین دوره شورای شهر در تهران شرکت کرد اما در این دوره با حدود ۵۲۸ هزار رأی به عنوان نفر بیست و سوم فقط در میان اعضای علی‌البدل این دوره از شورای تهران قرار گرفت. در حاشیه این انتخابات، در ۳۱ اردیبهشت ۱۳۹۶ اختلاف دبیر با عباس جدیدی دیگر عضو این شورا و هم‌تیمی قدیمی‌اش، موجب درگیری فیزیکی این دو نفر در صحن علنی شورای شهر تهران و جنجال بسیار شد.
به گفته یک عضو این شورا، جدیدی دبیر را عامل قرار نگرفتن در لیست خدمت و عدم حمایت از خودش در انتخابات می‌دانست و در مقابل دبیر هم مدعی بود که رفتار جدیدی باعث شده که ورزشی‌های شورا دوباره رأی نیاورند. جدیدی دبیر را در تماس تلفنی هم تهدید کرده بود. این اختلافات موجب جروبحث میان آنان در صحن شورا شد و متعاقب آن به دعوا و زدوخورد نیز کشید: «در یک لحظه وقتی جدیدی با مشت به سینه دبیر کوبید، دبیر هم از جایش بلند شد و مشتی به صورت جدیدی کوبید که صورت عباس خونی شد.»

## ریاست فدراسیون کشتی
نخستین بار پس از برکناری محمدرضا طالقانی، دبیر برای انتخابات ریاست فدراسیون کشتی ثبت نام کرد اما سازمان تربیت بدنی در دوران ریاست محمد علی‌آبادی او را به دلیل پایین بودن سن، رد صلاحیت کرد اما سال‌ها بعد پس از پایان حضور دبیر در شورای شهر و استعفای رسول خادم، او در تیرماه ۱۳۹۸ سه روز مانده به انتخابات ریاست فدراسیون، در این انتخابات شرکت کرد.
بوایسار سایتی‌اف کشتی‌گیر اسبق روس و نماینده مجلس دومای روسیه پس از اطلاع از حضور دبیر در انتخابات فدراسیون کشتی در پیامی ضمن حمایت از دبیر اظهار کرد: «بنده آماده حمایت از ایشان هستم و از اینکه اطلاع پیدا کردم که علیرضا دبیر بزرگ‌مرد کشتی تصمیم گرفتند در مقام ریاست فدراسیون کشتی در انتخابات شرکت کنند برایشان موفقیت و پیروزی در راستای بهبود کشتی ایران در سطح جهانی برای ملت بزرگوار ایران را خواهانم.»
۲۶ تیر ۱۳۹۸ در دور دوم مجمع انتخاباتی فدراسیون کشتی، دبیر با کسب ۳۱ رای از مجموع ۴۳ رای رسماً به عنوان رئیس جدید این فدراسیون انتخاب شد. پیش از این در رقابت انتخاباتی دور اول فدراسیون کشتی میان تأیید صلاحیت شدگان، دبیر با ۱۸ رأی و عبدالمهدی نصیرزاده با ۱۲ رأی به دور دوم راه یافته بودند. دبیر پیش از این در زمینه مدیریت ورزشی تجربه ریاست کمیته ورزشکاران در کمیته ملی المپیک ایران، نایب‌ریاست کمیته ملی المپیک، و ریاست کمیته ورزش شورای شهر تهران را داشته است.
او پس از حضور در سمت ریاست فدراسیون، حمید سوریان را به عنوان نایب‌رئیس فدراسیون کشتی منصوب کرد. مدیریت او از زمان ریاست بر فدراسیون کشتی در مدت کوتاهی با موفقیت چشمگیر رده‌های سنی مختلف کشتی ایران در مسابقات بین‌المللی همراه شد. تیم‌های ملی بزرگسالان ایران در رشته‌های آزاد و فرنگی پس از سال‌ها عملکرد ضعیف، در مسابقات قهرمانی کشتی جهان ۲۰۲۱ در اسلو با اختلاف اندکی با تیم قهرمان، به ترتیب به مقام‌های سوم و نایب‌قهرمانی در جهان رسیدند.
در دوره مدیریت او بازسازی و مرمت باشگاه‌ها و سالن‌های کشتی در دستور کار قرار گرفتند که از جمله آن‌ها «خانه کشتی عبدالله موحد»، «خانه کشتی شهید صدرزاده»، «سالن جهانبخت توفیق» و «خانه کشتی شهید ابراهیم هادی» هستند. بازسازی کامل خانه کشتی عبدالله موحد با هزینه‌ای بالغ بر ۱۸ میلیارد و ۳۹۶ میلیون تومان از سوی بخش خصوصی انجام شد. «خانه کشتی شهید مصطفی صدرزاده» بزرگ‌ترین کمپ تمرینی کشتی در جهان محسوب می‌شود که بازسازی و نوسازی آن به مدت هفت ماه، با هزینه بیش از ۲۵ میلیارد تومان انجام شد و با حضور «محمدباقر قالیباف» رئیس مجلس شورای اسلامی و «مسعود سلطانی‌فر» وزیر ورزش و جوانان در مجموعه ورزشی آزادی تهران افتتاح شد. دبیر گفته است این اقدامات نیاز به زیرساخت در کشتی را تا ۳۰ سال آینده مرتفع می‌سازد.
سفر به روسیه و دیدار با مامیاشویلی، تلاش برای تدوین سند طرح توسعه بلندمدت کشتی، امضای تفاهم نامه با آموزش و پرورش و دانشگاه‌ها، انتخاب اپراتور همراه اول به عنوان حامی مالی فدراسیون و همچنین معرفی حمید سوریان برای عضویت در هیئت رئیسه اتحادیه جهانی کشتی از دیگر اقداماتی است که علیرضا دبیر در این مدت انجام داده است.
هم‌زمان با گذر از پنجمین سال ریاست او بر فدراسیون کشتی و با به‌ثمررسیدن پیشرفت و توسعۀ چندجانبۀ این فدراسیون، تیم‌های ملی «کشتی فرنگی» توانستند در سال ۲۰۲۴ برای اولین بار هم‌زمان در تمامی رده‌های نونهالان، نوجوانان، جوانان، امیدها و همین‌طور در ردۀ بزرگسالان در رقابت‌های المپیک تابستانی ۲۰۲۴ به عنوان قهرمانی   دست پیدا کنند. 
همچنین تیم‌های ملی کشتی آزاد در این سال در همۀ رده‌ها به عنوان قهرمانی یا نایب‌قهرمانی جهان یا المپیک دست پیدا کردند. در عین حال او بیان کرد که کشتی نباید به مدال‌های مسابقات قهرمانی جهان اکتفا و دل خوش کند بلکه ورزشکاران، مربیان و مسئولان رشته‌های ورزشی باید تفکر المپیک‌محور داشته باشند. ازاین‌رو برنامه‌ها و فعالیت‌های فدراسیون کشتی از هم‌اکنون ناظر به المپیک تابستانی ۲۰۲۸ است.

#### جنجال پیش از دیدار دوستانه با آمریکا
در سال ۱۴۰۰ به دعوت فدراسیون کشتی آمریکا مقرر شد تا دیدار دوستانه‌ای میان تیم‌های ملی ایران و آمریکا در ۲۳ بهمن ۱۴۰۰ صورت بگیرد اما عدم صدور ویزا از سوی سفارت آمریکا برای علیرضا دبیر به عنوان رئیس فدراسیون کشتی، یک مربی و یک کشتی‌گیر از کاروان تیم ملی ایران حاشیه‌ساز شد. پیش از آن نیز برخی رسانه‌های آمریکایی همچون فاکس‌نیوز با استناد به اظهارات ضدآمریکایی دبیر خواستار عدم صدور ویزای وی شدند.
در حالی که حدود یک ماه به این رقابت دوستانه زمان باقی مانده بود، علیرضا دبیر رئیس فدراسیون کشتی در گفت‌وگویی به شعار «مرگ بر آمریکا» تأکید کرد. فاکس نیوز در گزارشی دربارهٔ دبیر نوشت: «علاوه بر اظهارات ضد آمریکایی دبیر، او گرین کارت آمریکا را دارد». دبیر در واکنش اعلام کرد: «هفت سال است گرین کارتم را پس داده‌ام و تصویر گرین کارتم جعلی است، گفتم از کشورتان خوشم نمی‌آید».
در پی عدم صدور ویزا دبیر اظهار کرد که حتی در صورت عدم صدور ویزای یک ایرانی هم سفر کاروان ایران و این دیدار دوستانه لغو خواهد شد. سرانجام علیرضا دبیر در نامه‌ای به بروس بومگارتنر رئیس فدراسیون کشتی آمریکا اعلام کرد سفر تیم ملی کشتی آزاد ایران به این کشور به دلیل عدم صدور ویزا برای خودش و پنج عضو این تیم لغو شده است. او همچنین در این نامه از برخورد کارکنان سرکنسولگری آمریکا در دبی و مواردی دیگر انتقاد کرد، اما از طرف آمریکایی دعوت کرد که در اولین فرصت این دیدار در ایران انجام شود.

## زندگی شخصی
دبیر تک پسر خانواده است و سه خواهر دیگر دارد. او در سال ۱۳۸۵ ازدواج کرد و صاحب دو فرزند است که یک پسر و یک دختر هستند.
علیرضا دبیر تحصیلات خود را در رشته مدیریت بازرگانی آغاز کرد و با اخذ مدرک دکترای مدیریت منابع انسانی از دانشگاه شهید بهشتی به پایان رساند. او هم‌اکنون با مرتبه علمی استادیار عضو هیئت علمی دانشکده مدیریت و حسابداری دانشگاه علامه طباطبایی است.
هم‌زمان با ایام دههٔ ولایت در شهریور ۱۳۹۶، دبیر با حضور در حرم رضوی سیزده مدال از جمله مدال‌های المپیک، جهانی و آسیایی خود را به موزه آستان قدس رضوی تقدیم کرد.

## افتخارات
- قهرمانی جوانان جهان ۱۹۹۴ بوداپست - ۵۰ ک‌گ[۵۵]
- قهرمانی آسیا و اقیانوسیه ۱۹۹۶ چین - ۵۶ ک‌گ
- قهرمانی دانشگاهی جهان ۱۹۹۶ تهران - ۵۷ ک‌گ
- قهرمانی جوانان جهان ۱۹۹۷ هلسینکی - ۵۶ ک‌گ[۵۵]
- جام تختی ۱۳۷۶ تهران - ۵۸ ک‌گ[۹]
- قهرمانی دانشگاهی جهان ۱۹۹۸ آنکارا - ۵۸ ک‌گ
- جام تختی ۱۳۷۷ تنکابن - ۵۸ ک‌گ[۱۰]
- جام جهانی ۱۹۹۸ استیل واتر - ۵۸ ک‌گ[۵۵]
- قهرمانی جهانی ۱۹۹۸ تهران - ۵۸ ک‌گ[۵۵]
- جام جهانی ۱۹۹۹ اسپوکن - ۵۸ ک‌گ[۵۵]
- قهرمانی جهان ۱۹۹۹ آنکارا - ۵۸ ک‌گ[۵۵]
- جام تختی ۱۳۷۸ قزوین - ۵۸ ک‌گ[۵۶]
- جام جهانی ۲۰۰۰ فیرفاکس - ۵۸ ک‌گ[۵۵]
- بازی‌های المپیک ۲۰۰۰ سیدنی - ۵۸ ک‌گ
- جام تختی ۱۳۷۹ مشهد - ۶۳ ک‌گ[۵۷]
- جام جهانی ۲۰۰۱ بالتیمور - ۶۳ ک‌گ[۵۵]
- قهرمانی جهانی ۲۰۰۱ صوفیه - ۶۳ ک‌گ[۵۵]
- جام تختی ۱۳۸۰ تهران - ۶۶ ک‌گ
- قهرمانی جهان ۲۰۰۲ تهران - ۶۶ ک‌گ[۵۵]
- بازی‌های آسیایی ۲۰۰۲ بوسان - ۶۶ ک‌گ[۵۵]
- قهرمانی دانشگاهی جهان ۲۰۰۲ ادمونتون - ۶۶ ک‌گ
- جام تختی ۱۳۸۲ سنندج - ۶۶ ک‌گ[۵۸]
- نشان شجاعت درجه دو از رئیس‌جمهور ایران در دی ۱۳۸۱[۵۹]

## نتایج مسابقات
| مسابقات قهرمانی جهان و المپیک | مسابقات قهرمانی جهان و المپیک | مسابقات قهرمانی جهان و المپیک | مسابقات قهرمانی جهان و المپیک | مسابقات قهرمانی جهان و المپیک | مسابقات قهرمانی جهان و المپیک | مسابقات قهرمانی جهان و المپیک | مسابقات قهرمانی جهان و المپیک |
| نتیجه                         | رکورد                         | هماورد                        | امتیاز                        | تاریخ                         | رویداد                        | مکان                          | جایگاه نهایی                  |
| ----------------------------- | ----------------------------- | ----------------------------- | ----------------------------- | ----------------------------- | ----------------------------- | ----------------------------- | ----------------------------- |
| باخت                          | ۲۴–۷                          | آرتور توکازاخوف               | ۴–۵                           | ۲۶ اوت ۲۰۰۴                   | بازی‌های المپیک ۲۰۰۴           | آتن، یونان                    | هجدهم در دستهٔ ۶۶ ک‌گ           |
| باخت                          | ۲۴–۶                          | ماخاچ مرتضی‌علیف               | ۰–۴                           | ۲۶ اوت ۲۰۰۴                   | بازی‌های المپیک ۲۰۰۴           | آتن، یونان                    | هجدهم در دستهٔ ۶۶ ک‌گ           |
| باخت                          | ۲۴–۵                          | آتو راسکا                     | –                             | ۱۲ سپتامبر ۲۰۰۳               | قهرمانی جهان ۲۰۰۳             | نیویورک، ایالات متحده آمریکا  | سی و پنجم در دستهٔ ۶۶ ک‌گ       |
| باخت                          | ۲۴–۴                          | سرافیم بارزاکوف               | ۲–۴                           | ۱۲ سپتامبر ۲۰۰۳               | قهرمانی جهان ۲۰۰۳             | نیویورک، ایالات متحده آمریکا  | سی و پنجم در دستهٔ ۶۶ ک‌گ       |
| باخت                          | ۲۴–۳                          | البروس تدیف                   | ۴–۵                           | ۵ سپتامبر ۲۰۰۲                | قهرمانی جهان ۲۰۰۲             | تهران، ایران                  | در دستهٔ ۶۶ ک‌گ                 |
| برد                           | ۲۴–۲                          | زائور بوتایف                  | ۲–۱                           | ۵ سپتامبر ۲۰۰۲                | قهرمانی جهان ۲۰۰۲             | تهران، ایران                  | در دستهٔ ۶۶ ک‌گ                 |
| برد                           | ۲۳–۲                          | نیل ایورز                     | ۴–۱                           | ۵ سپتامبر ۲۰۰۲                | قهرمانی جهان ۲۰۰۲             | تهران، ایران                  | در دستهٔ ۶۶ ک‌گ                 |
| برد                           | ۲۲–۲                          | کازوهیکو ایکیماتسو            | ۶–۴                           | ۵ سپتامبر ۲۰۰۲                | قهرمانی جهان ۲۰۰۲             | تهران، ایران                  | در دستهٔ ۶۶ ک‌گ                 |
| برد                           | ۲۱–۲                          | چوان لی                       | ۹–۲                           | ۵ سپتامبر ۲۰۰۲                | قهرمانی جهان ۲۰۰۲             | تهران، ایران                  | در دستهٔ ۶۶ ک‌گ                 |
| باخت                          | ۲۰–۲                          | سرافیم بارزاکوف               | ۱–۳                           | ۲۲ نوامبر ۲۰۰۱                | قهرمانی جهان ۲۰۰۱             | صوفیه، بلغارستان              | در دستهٔ ۶۳ ک‌گ                 |
| برد                           | ۲۰–۱                          | مهمت یوزگات                   | ۳–۰                           | ۲۲ نوامبر ۲۰۰۱                | قهرمانی جهان ۲۰۰۱             | صوفیه، بلغارستان              | در دستهٔ ۶۳ ک‌گ                 |
| برد                           | ۱۹–۱                          | بیل زادیک                     | ۹–۲                           | ۲۲ نوامبر ۲۰۰۱                | قهرمانی جهان ۲۰۰۱             | صوفیه، بلغارستان              | در دستهٔ ۶۳ ک‌گ                 |
| برد                           | ۱۸–۱                          | راکش کومار                    | ۱۰–۰                          | ۲۲ نوامبر ۲۰۰۱                | قهرمانی جهان ۲۰۰۱             | صوفیه، بلغارستان              | در دستهٔ ۶۳ ک‌گ                 |
| برد                           | ۱۷–۱                          | روسلان بودیشتانو              | ۴–۳                           | ۲۲ نوامبر ۲۰۰۱                | قهرمانی جهان ۲۰۰۱             | صوفیه، بلغارستان              | در دستهٔ ۶۳ ک‌گ                 |
| برد                           | ۱۶–۱                          | خوزه لوئیز پایکو              | ۱۰–۰                          | ۲۲ نوامبر ۲۰۰۱                | قهرمانی جهان ۲۰۰۱             | صوفیه، بلغارستان              | در دستهٔ ۶۳ ک‌گ                 |
| برد                           | ۱۵–۱                          | یوهن بوسلوویچ                 | ۳–۰                           | ۲۸ سپتامبر ۲۰۰۰               | بازی‌های المپیک ۲۰۰۰           | سیدنی، استرالیا               | در دستهٔ ۵۸ ک‌گ                 |
| برد                           | ۱۴–۱                          | تری براندز                    | ۶–۴                           | ۲۸ سپتامبر ۲۰۰۰               | بازی‌های المپیک ۲۰۰۰           | سیدنی، استرالیا               | در دستهٔ ۵۸ ک‌گ                 |
| برد                           | ۱۳–۱                          | اویونبیلگین پوروباتار         | ۵–۲                           | ۲۸ سپتامبر ۲۰۰۰               | بازی‌های المپیک ۲۰۰۰           | سیدنی، استرالیا               | در دستهٔ ۵۸ ک‌گ                 |
| برد                           | ۱۲–۱                          | گویوی سیسااوری                | ۳–۰                           | ۲۸ سپتامبر ۲۰۰۰               | بازی‌های المپیک ۲۰۰۰           | سیدنی، استرالیا               | در دستهٔ ۵۸ ک‌گ                 |
| برد                           | ۱۱–۱                          | تالاتا امبالو                 | ۱۰–۰                          | ۲۸ سپتامبر ۲۰۰۰               | بازی‌های المپیک ۲۰۰۰           | سیدنی، استرالیا               | در دستهٔ ۵۸ ک‌گ                 |
| باخت                          | ۱۰–۱                          | هارون دوغان                   | ۱–۳                           | ۷ اکتبر ۱۹۹۹                  | قهرمانی جهان ۱۹۹۹             | آنکارا، ترکیه                 | در دستهٔ ۵۸ ک‌گ                 |
| برد                           | ۱۰–۰                          | دامیر زاخارتدینوف             | ۳–۰                           | ۷ اکتبر ۱۹۹۹                  | قهرمانی جهان ۱۹۹۹             | آنکارا، ترکیه                 | در دستهٔ ۵۸ ک‌گ                 |
| برد                           | ۹–۰                           | آندری فاشانک                  | ۵–۰                           | ۷ اکتبر ۱۹۹۹                  | قهرمانی جهان ۱۹۹۹             | آنکارا، ترکیه                 | در دستهٔ ۵۸ ک‌گ                 |
| برد                           | ۸–۰                           | اویونبیلگین پوروباتار         | ۴–۲                           | ۷ اکتبر ۱۹۹۹                  | قهرمانی جهان ۱۹۹۹             | آنکارا، ترکیه                 | در دستهٔ ۵۸ ک‌گ                 |
| برد                           | ۷–۰                           | یوهن بوسلوویچ                 | ۲–۱                           | ۷ اکتبر ۱۹۹۹                  | قهرمانی جهان ۱۹۹۹             | آنکارا، ترکیه                 | در دستهٔ ۵۸ ک‌گ                 |
| برد                           | ۶–۰                           | عارف عبدالله‌اف                | ۴–۱                           | ۷ اکتبر ۱۹۹۹                  | قهرمانی جهان ۱۹۹۹             | آنکارا، ترکیه                 | در دستهٔ ۵۸ ک‌گ                 |
| برد                           | ۵–۰                           | هارون دوغان                   | ۲–۲                           | ۷ سپتامبر ۱۹۹۸                | قهرمانی جهان ۱۹۹۸             | تهران، ایران                  | در دستهٔ ۵۸ ک‌گ                 |
| برد                           | ۴–۰                           | روسلان ماژینوف                | ۸–۳                           | ۷ سپتامبر ۱۹۹۸                | قهرمانی جهان ۱۹۹۸             | تهران، ایران                  | در دستهٔ ۵۸ ک‌گ                 |
| برد                           | ۳–۰                           | تادیوش کوالسکی                | ۱۲–۰                          | ۷ سپتامبر ۱۹۹۸                | قهرمانی جهان ۱۹۹۸             | تهران، ایران                  | در دستهٔ ۵۸ ک‌گ                 |
| برد                           | ۲–۰                           | جین-هیوک جونگ                 | ۳–۲                           | ۷ سپتامبر ۱۹۹۸                | قهرمانی جهان ۱۹۹۸             | تهران، ایران                  | در دستهٔ ۵۸ ک‌گ                 |
| برد                           | ۱–۰                           | ژانگ فان                      | ۷–۰                           | ۷ سپتامبر ۱۹۹۸                | قهرمانی جهان ۱۹۹۸             | تهران، ایران                  | در دستهٔ ۵۸ ک‌گ                 |